# 粉紅豬齒魚
粉紅豬齒魚（学名： Choerodon venustus）為輻鰭魚綱鱸形目隆頭魚亞目隆頭魚科的其中一種，分布於澳洲昆士蘭至新南威爾斯北部海域，體長可達65公分，棲息向海礁坡的沙石混合區，生活習性不明。
其种加词“venustus”意为罗马神话中美的女神“维纳斯”。